# Ludovico Beccadelli
Ludovico Beccadelli (Bologna, 29 gennaio 1501 – Prato, 17 ottobre 1572) è stato un arcivescovo cattolico, letterato e scrittore italiano.

## Biografia
Nato da un'antica famiglia bolognese, abbandonò gli studi giuridici assieme all'amico Giovanni Della Casa per dedicarsi a quelli letterari. Assieme a Della Casa si trasferisce da Bologna a Padova, dove sviluppa la sua educazione umanistica frequentando Pietro Bembo e altri letterati.
Dal 1535 diventa segretario di Gasparo Contarini accompagnò più volte il cardinale Reginald Pole nelle sue missioni. Nel 1540 è a Reggio Emilia come vicario generale di Marcello Cervini, che non poteva risiedervi. Segretario del concilio di Trento dal 1545, fu vescovo di Ravello dal 1549, nunzio apostolico a Venezia dal 1550 al 1554 e arcivescovo di Ragusa di Dalmazia dal 1555 al 1564. Dal 1565 al 1571, anno della morte, è per volere del granduca di Toscana Cosimo I de' Medici preposto a Diocesi di Prato, e assiste all'educazione del figlio di Cosimo Ferdinando I de' Medici.
Beccadelli fu anche autore di numerosi scritti, quasi mai pubblicati in vita, fra cui sono da ricordare una raccolta di poesie in volgare, alcuni dossier sul concilio di Trento, le biografie degli uomini a cui fu più legato - Gasparo Contarini, Cosimo Gheri, Pietro Bembo e Reginald Pole - e una biografia di Petrarca, nonché di un vasto epistolario le cui lettere sono state pubblicate nel corso del Novecento da vari storici. L'elenco completo delle sue opere edite ed inedite si trova nei Monumenti di varia letteratura tratti dai manoscritti originali di monsignor Ludovico Beccadelli, arcivescovo di Ragusa, pubblicati da Giambattista Morandi nel 1797.

## Successione apostolica
La successione apostolica è:
- Vescovo Angelo Bragadin, O.P. (1550)
- Vescovo Girolamo Gaddi (1563)